# Dacus sphaeristicus
Dacus sphaeristicus är en tvåvingeart som beskrevs av Speiser 1910. Dacus sphaeristicus ingår i släktet Dacus och familjen borrflugor. Inga underarter finns listade i Catalogue of Life.